# 陳素玲
陳素玲，香港政治人物，曾代表人民力量以陳偉業名單第二名，參選2012年立法會選舉(新界西直選)，共得44,355票。第一、二屆人民力量秘書長。

## 外部連結
- 人民力量執委會名單  （页面存档备份，存于）
- 2012年立法會選舉結果  （页面存档备份，存于）

進步民主連線秘書長|2013年—}}